# Distrito de Muzaffarpur
Muzaffarpur (en bihari; मुजफ्फरपुर जिला) es un distrito de India en el estado de Bihar. Código ISO: IN.BR.MZ.
Comprende una superficie de 3 173 km².
El centro administrativo es la ciudad de Muzaffarpur.

## Demografía
Según censo 2011 contaba con una población total de 4 778 610 habitantes.